# Proteuxoa costalis
Proteuxoa costalis är en fjärilsart som beskrevs av Walker 1869. Proteuxoa costalis ingår i släktet Proteuxoa och familjen nattflyn. Inga underarter finns listade i Catalogue of Life.